# 1998-as atlétikai Európa-bajnokság
Az 1998-as atlétikai Európa-bajnokságot augusztus 18. és augusztus 23. között rendezték Budapesten, Magyarországon. Az Eb-n 46 versenyszám volt. Új versenyszámként a női rúdugrás és a női kalapácsvetés került a programba. A női 3000 m-es síkfutást felváltotta az 5000 m-es táv.

## A magyar sportolók eredményei
Magyarország az Európa-bajnokságon 68 sportolóval képviseltette magát.
Érmesek
| Érem  | Versenyző    | Versenyszám         | Dátum         |
| ----- | ------------ | ------------------- | ------------- |
| Arany | Gécsek Tibor | Férfi kalapácsvetés | augusztus 19. |
| Ezüst | Kiss Balázs  | Férfi kalapácsvetés | augusztus 19. |

## Éremtáblázat
(A táblázatban a rendező nemzet eltérő háttérszínnel kiemelve.)
| Helyezés | Nemzet           | Arany | Ezüst | Bronz | Összesen |
| 1.       | Nagy-Britannia   | 9     | 4     | 3     | 16       |
| 2.       | Németország      | 8     | 7     | 8     | 23       |
| 3.       | Oroszország      | 6     | 9     | 7     | 22       |
| 4.       | Lengyelország    | 3     | 4     | 1     | 8        |
| 5.       | Románia          | 3     | 2     | 2     | 7        |
| 6.       | Ukrajna          | 3     | 2     | 1     | 6        |
| 7.       | Olaszország      | 2     | 4     | 3     | 9        |
| 8.       | Portugália       | 2     | 3     | 1     | 6        |
| 9.       | Spanyolország    | 2     | 1     | 4     | 7        |
| 10.      | Franciaország    | 2     | 1     | 1     | 4        |
| 11.      | Írország         | 2     | 0     | 1     | 3        |
| 12.      | Magyarország     | 1     | 1     | 0     | 2        |
| 13.      | Bulgária         | 1     | 0     | 3     | 4        |
| 14.      | Görögország      | 1     | 0     | 2     | 3        |
| 15.      | Észtország       | 1     | 0     | 0     | 1        |
| 16.      | Csehország       | 0     | 2     | 1     | 3        |
| 16.      | Finnország       | 0     | 2     | 1     | 3        |
| 18.      | Svájc            | 0     | 1     | 1     | 2        |
| 19.      | Lettország       | 0     | 1     | 0     | 1        |
| 19.      | Szlovénia        | 0     | 1     | 0     | 1        |
| 19.      | Svédország       | 0     | 1     | 0     | 1        |
| 22.      | Fehéroroszország | 0     | 0     | 2     | 2        |
| 23.      | Ausztria         | 0     | 0     | 1     | 1        |
| 23.      | Litvánia         | 0     | 0     | 1     | 1        |
| 23.      | Hollandia        | 0     | 0     | 1     | 1        |
| 23.      | Norvégia         | 0     | 0     | 1     | 1        |
|          | Összesen         | 46    | 46    | 46    | 138      |

## Érmesek
- WR – világrekord
- CR – Európa-bajnoki rekord
- AR – kontinens rekord
- NR – országos rekord

### Férfi
| Versenyszám     | Arany                                                                             | Arany     | Ezüst                                                                                | Ezüst     | Bronz                                                                                  | Bronz     |
| --------------- | --------------------------------------------------------------------------------- | --------- | ------------------------------------------------------------------------------------ | --------- | -------------------------------------------------------------------------------------- | --------- |
| 100 m           | Darren Campbell · Nagy-Britannia                                                  | 10,04     | Dwain Chambers · Nagy-Britannia                                                      | 10,10     | Haralabos Papadias · Görögország                                                       | 10,17     |
| 200 m           | Douglas Walker · Nagy-Britannia                                                   | 20,53     | Doug Turner · Nagy-Britannia                                                         | 20,64     | Julian Golding · Nagy-Britannia                                                        | 20,72     |
| 400 m           | Iwan Thomas · Nagy-Britannia                                                      | 44,52     | Robert Maćkowiak · Lengyelország                                                     | 45,04     | Mark Richardson · Nagy-Britannia                                                       | 45,14     |
| 800 m           | Nils Schumann · Németország                                                       | 1:44,89   | André Bucher · Svájc                                                                 | 1:45,04   | Lukáš Vydra · Csehország                                                               | 1:45,23   |
| 1500 m          | Reyes Estévez · Spanyolország                                                     | 3:41,31   | Rui Silva · Portugália                                                               | 3:41,84   | Fermín Cacho · Spanyolország                                                           | 3:42,43   |
| 5000 m          | Isaac Viciosa · Spanyolország                                                     | 13:37,46  | Manuel Pancorbo · Spanyolország                                                      | 13:38,03  | Mark Carroll · Írország                                                                | 13:38,15  |
| 10 000 m        | António Pinto · Portugália                                                        | 27:48,62  | Dieter Baumann · Németország                                                         | 27:56,75  | Stéphane Franke · Németország                                                          | 27:59,90  |
| Maraton         | Stefano Baldini · Olaszország                                                     | 2:12:01   | Danilo Goffi · Olaszország                                                           | 2:12:11   | Vincenzo Modica · Olaszország                                                          | 2:12:53   |
| 110 m gát       | Colin Jackson · Nagy-Britannia                                                    | 13,02     | Falk Balzer · Németország                                                            | 13,12     | Robin Korving · Hollandia                                                              | 13,20     |
| 400 m gát       | Paweł Januszewski · Lengyelország                                                 | 48,18     | Ruslan Mashchenko · Oroszország                                                      | 48,25     | Fabrizio Mori · Olaszország                                                            | 48,71     |
| 3000 m akadály  | Damian Kallabis · Németország                                                     | 8:13,10   | Alessandro Lambruschini · Olaszország                                                | 8:16,70   | Jim Svenøy · Norvégia                                                                  | 8:18,97   |
| 20 km gyaloglás | Ilya Markov · Oroszország                                                         | 1:21:10   | Aigars Fadejevs · Lettország                                                         | 1:21:29   | Francisco Javier Fernández · Spanyolország                                             | 1:21:39   |
| 50 km gyaloglás | Robert Korzeniowski · Lengyelország                                               | 3:43:51   | Valentin Kononen · Finnország                                                        | 3:44:29   | Andrey Plotnikov · Oroszország                                                         | 3:45:53   |
| 4x100 m váltó   | Nagy-Britannia · Allyn Condon · Darren Campbell · Douglas Walker · Julian Golding | 38,52     | Franciaország · Thierry Lubin · Frédéric Krantz · Christophe Cheval · Needy Guims    | 38,87     | Lengyelország · Marcin Krzywański · Marcin Nowak · Piotr Balcerzak · Ryszard Pilarczyk | 38,98     |
| 4x400 m váltó   | Nagy-Britannia · Mark Hylton · Jamie Baulch, · Iwan Thomas · Mark Richardson      | 2,58,68   | Lengyelország · Piotr Rysiukiewicz · Tomasz Czubak · Piotr Haczek · Robert Maćkowiak | 2:58,88   | Spanyolország · Antonio Andres · Juan Trull · Andrés Martinez · David Canal            | 3:02,47   |
| Magasugrás      | Artur Partyka · Lengyelország                                                     | 234 cm    | Dalton Grant · Nagy-Britannia                                                        | 234 cm    | Sergey Klyugin · Oroszország                                                           | 232 cm    |
| Távolugrás      | Kirill Sosunov · Oroszország                                                      | 828 cm    | Bogdan Ţăruş · Románia                                                               | 821 cm    | Petar Dachev · Bulgária                                                                | 806 cm    |
| Rúdugrás        | Maksim Tarasov · Oroszország                                                      | 581 cm    | Tim Lobinger · Németország                                                           | 581 cm    | Jean Galfione · Franciaország                                                          | 576 cm    |
| Hármasugrás     | Jonathan Edwards · Nagy-Britannia                                                 | 17,99 m   | Denis Kapustin · Oroszország                                                         | 17,45 m   | Rostislav Dimitrov · Bulgária                                                          | 17,26 m   |
| Súlylökés       | Oleksandr Bagach · Ukrajna                                                        | 21,17 m   | Oliver-Sven Buder · Németország                                                      | 20,98 m   | Yuriy Bilonoh · Ukrajna                                                                | 20,92 m   |
| Diszkoszvetés   | Lars Riedel · Németország                                                         | 67,07 m   | Jürgen Schult · Németország                                                          | 66,69 m   | Virgilijus Alekna · Litvánia                                                           | 66,46 m   |
| Gerelyhajítás   | Steve Backley · Nagy-Britannia                                                    | 89,72 m   | Mick Hill · Nagy-Britannia                                                           | 86,92 m   | Raymond Hecht · Németország                                                            | 86,63 m   |
| Kalapácsvetés   | Gécsek Tibor · Magyarország                                                       | 82,87 m   | Kiss Balázs · Magyarország                                                           | 81,26 m   | Karsten Kobs · Németország                                                             | 80,13 m   |
| Tízpróba        | Erki Nool · Észtország                                                            | 8667 pont | Eduard Hämäläinen · Finnország                                                       | 8587 pont | Lev Lobodin · Oroszország                                                              | 8571 pont |

### Női
| Versenyszám     | Arany                                                                              | Arany     | Ezüst                                                                                                | Ezüst     | Bronz                                                                                | Bronz     |
| --------------- | ---------------------------------------------------------------------------------- | --------- | --- | --------- | ------------------------------------------------------------------------------------ | --------- |
| 100 m           | Christine Arron · Franciaország                                                    | 10,73 ER  | Irina Privalova · Oroszország                                                                        | 10,83     | Ekateríni Thánu · Görögország                                                        | 10,87     |
| 200 m           | Irina Privalova · Oroszország                                                      | 22,62     | Zsanna Pintuszevics · Ukrajna                                                                        | 22,74     | Melanie Paschke · Németország                                                        | 22,78     |
| 400 m           | Grit Breuer · Németország                                                          | 49,93     | Helena Fuchsová · Csehország                                                                         | 50,21     | Olga Kotlyarova · Oroszország                                                        | 50,38     |
| 800 m           | Yelena Afanasyeva · Oroszország                                                    | 1:58,50   | Malin Ewerlöf · Svédország                                                                           | 1:59,61   | Stephanie Graf · Ausztria                                                            | 2:00,11   |
| 1500 m          | Svetlana Masterkova · Oroszország                                                  | 4:11,91   | Carla Sacramento · Portugália                                                                        | 4:12,62   | Anita Weyermann · Svájc                                                              | 4:13,06   |
| 5000 m          | Sonia O’Sullivan · Írország                                                        | 15:06,50  | Szabó Gabriella · Románia                                                                            | 15:08,31  | Marta Domínguez · Spanyolország                                                      | 15:10,54  |
| 10 000 m        | Sonia O’Sullivan · Írország                                                        | 31:29,33  | Fernanda Ribeiro · Portugália                                                                        | 31:32,42  | Lidia Șimon · Románia                                                                | 31:32,64  |
| Maraton         | Manuela Machado · Portugália                                                       | 2:27:10   | Madina Biktagirova · Oroszország                                                                     | 2:28:01   | Maura Viceconte · Olaszország                                                        | 2:28:31   |
| 100 m gát       | Svetla Dimitrova · Bulgária                                                        | 12,56     | Brigita Bukovec · Szlovénia                                                                          | 12,65     | Irina Korotya · Oroszország                                                          | 12,85     |
| 400 m gát       | Ionela Târlea · Románia                                                            | 53,37     | Tetyana Tereshchuk · Nagy-Britannia                                                                  | 54,07     | Silvia Rieger · Németország                                                          | 54,45     |
| 10 km gyaloglás | Annarita Sidoti · Olaszország                                                      | 42:49     | Erica Alfridi · Olaszország                                                                          | 42:54     | Susana Feitor · Portugália                                                           | 42:55     |
| 4x100 m váltó   | Franciaország · Katia Benth · Frédérique Bangué · Sylviane Félix · Christine Arron | 42,59     | Németország · Melanie Paschke · Gabi Rockmeier · Birgit Rockmeier · Andrea Philipp                   | 42,68     | Oroszország · Oksana Ekk · Galina Malchugina · Natalya Voronova · Irina Privalova    | 42,73     |
| 4x400 m váltó   | Németország · Anke Feller · Uta Rohländer · Silvia Rieger · Grit Breuer            | 3:23,03   | Oroszország · Natalya Khrushcheleva · Svetlana Goncharenko · Yekaterina Bakhvalova · Olga Kotlyarova | 3:23,56   | Nagy-Britannia · Donna Fraser · Vikki Jamison · Katharine Merry · Allison Curbishley | 3:25,66   |
| Magasugrás      | Monica Dinescu · Románia                                                           | 197 cm    | Donata Jancewicz · Lengyelország                                                                     | 195 cm    | Alina Astafei · Németország                                                          | 195 cm    |
| Távolugrás      | Heike Drechsler · Németország                                                      | 716 cm    | Fiona May · Olaszország                                                                              | 711 cm    | Lyudmila Galkina · Oroszország                                                       | 706 cm    |
| Rúdugrás        | Anzhela Balakhonova · Ukrajna                                                      | 431 cm    | Nicole Humbert · Németország                                                                         | 431 cm    | Yvonne Buschbaum · Németország                                                       | 431 cm    |
| Hármasugrás     | Olga Vasdeki · Görögország                                                         | 14,55 m   | Šárka Kašpárková · Csehország                                                                        | 14,53 m   | Tereza Marinova · Bulgária                                                           | 14,50 m   |
| Súlylökés       | Vita Pavlysh · Ukrajna                                                             | 21,69 m   | Irina Korzhanenko · Oroszország                                                                      | 19,71 m   | Yanina Karolchik · Fehéroroszország                                                  | 19,23 m   |
| Diszkoszvetés   | Franka Dietzsch · Németország                                                      | 67,49 m   | Natalya Sadova · Oroszország                                                                         | 66,94 m   | Nicoleta Grasu · Románia                                                             | 65,94 m   |
| Gerelyhajítás   | Tanja Damaske · Németország                                                        | 69,10 m   | Tatyana Shikolenko · Oroszország                                                                     | 66,92 m   | Mikaela Ingberg · Finnország                                                         | 64,92 m   |
| Kalapácsvetés   | Mihaela Melinte · Románia                                                          | 71,17 m   | Olga Kuzenkova · Oroszország                                                                         | 69,28 m   | Kirsten Münchow · Németország                                                        | 65,61 m   |
| Hétpróba        | Denise Lewis · Nagy-Britannia                                                      | 6559 pont | Urszula Włodarczyk · Lengyelország                                                                   | 6460 pont | Natallia Sazanovich · Fehéroroszország                                               | 6410 pont |